# Caio Júnior
Caio Júnior (8 tháng 3 năm 1965 – 28 tháng 11 năm 2016) là một huấn luyện viên và cựu cầu thủ bóng đá người Brasil.

## Sự nghiệp Huấn luyện viên
Caio Júnior đã dẫn dắt Paraná, Juventude, Gama, Palmeiras, Flamengo, Vissel Kobe, Botafogo, Grêmio, Vitória và Chapecoense.